# 沃爾登克利夫斯 (紐約州)
沃爾登克利夫斯（英語：Walden Cliffs）是位於美國紐約州伊利縣的非建制地區。

## 地理
沃爾登克利夫斯所處的海拔為高於海平面198米（即650英呎），而該地所採用的時區為UTC-5，即北美东部时区（EST）。同時該地設有夏令時間，為UTC-5調快一小時，即UTC-4（EDT）。